# East of Scotland Championships 2013
Die East of Scotland Championships 2013 im Badminton fanden vom 16. bis zum 17. März 2013 in Edinburgh statt.

## Sieger und Platzierte
| Disziplin    | Gold                             | Silber                          | Bronze                              |
| ------------ | -------------------------------- | ------------------------------- | ----------------------------------- |
| Herreneinzel | Matthew Carder                   | Josh Neil                       | Ben Torrance                        |
| Herreneinzel | Matthew Carder                   | Josh Neil                       | Andrew Gilliland                    |
| Dameneinzel  | Julie MacPherson                 | Caitlin Pringle                 | Holly Newall                        |
| Dameneinzel  | Julie MacPherson                 | Caitlin Pringle                 | Frances Heslop                      |
| Herrendoppel | Martin Campbell Michael Campbell | Peter Hockey Patrick MacHugh    | Matthew Carder Andrew Gilliland     |
| Herrendoppel | Martin Campbell Michael Campbell | Peter Hockey Patrick MacHugh    | Josh Neil Ben Torrance              |
| Damendoppel  | Rebekka Findlay Caitlin Pringle  | Lindsay Campbell Victoria Wan   | Heather MacPherson Julie MacPherson |
| Damendoppel  | Rebekka Findlay Caitlin Pringle  | Lindsay Campbell Victoria Wan   | Emma Cook Holly Newall              |
| Mixed        | Peter Hockey Lindsay Campbell    | Patrick MacHugh Caitlin Pringle | Steven Stewart Victoria Wan         |
| Mixed        | Peter Hockey Lindsay Campbell    | Patrick MacHugh Caitlin Pringle | Danny Leinster Emma Cook            |